# 마시마촌
마시마촌(일본어: 真島村)은 일본 사라시나군에 있던 촌이다. 

## 역사
- 1889년 4월 1일 - 정촌제 시행에 의해 2촌의 구역을 확장해 성립하였다.
- 1955년 1월 1일 - 이나사토촌, 오시마다촌, 아오키지마촌과 합병해 고호쿠촌이 성립하여, 동일 마시마촌은 폐지되었다.

## 참고문헌
- 角川日本地名大辞典 20 長野県